# Donald Glover

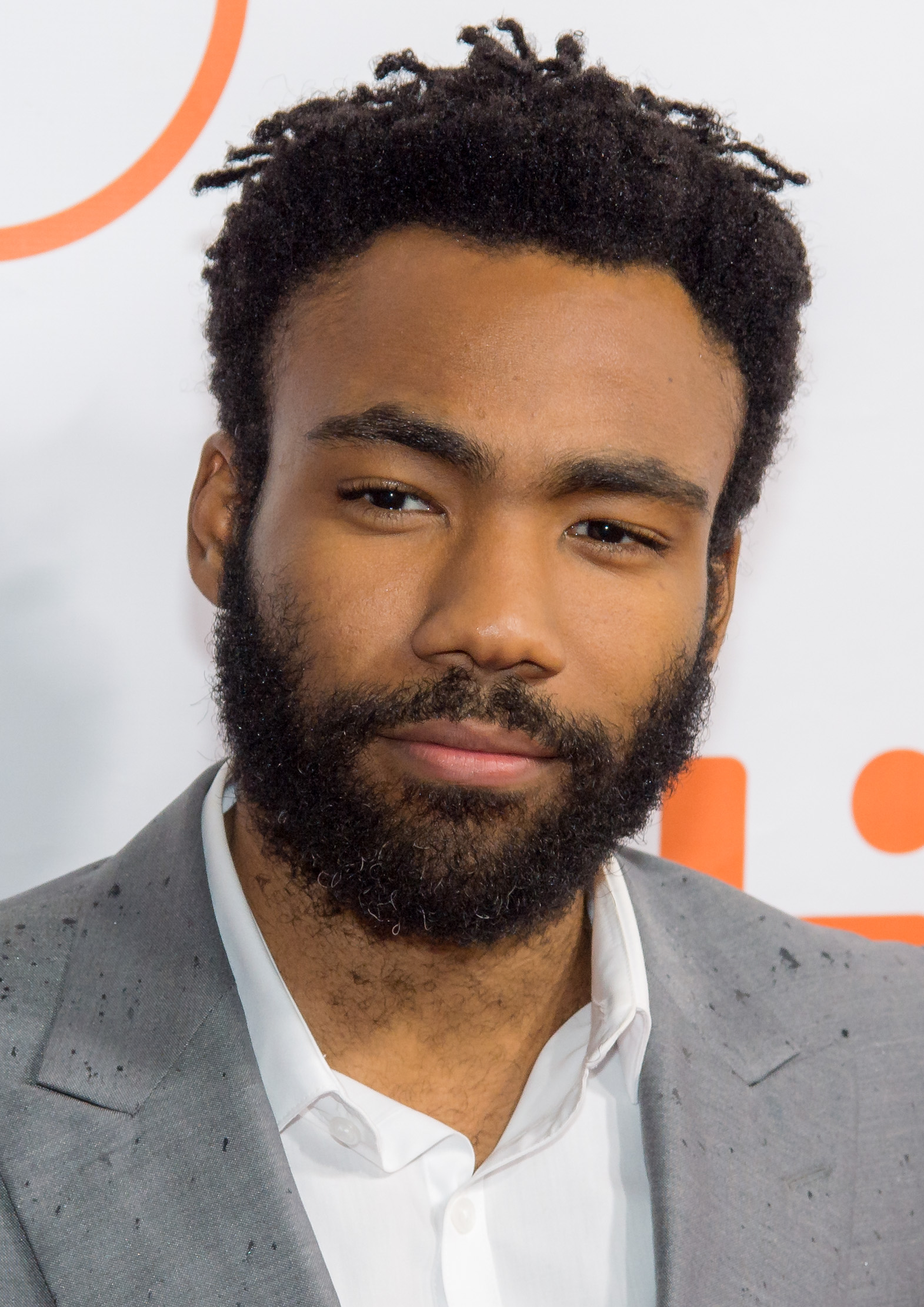
Donald Glover (2015)

Donald McKinley Glover Jr. (* 25. September 1983 auf der Edwards Air Force Base, Kalifornien) ist ein US-amerikanischer Schauspieler, Komiker, Drehbuchautor, Musiker und Regisseur. Musikalisch ist er unter seinem Künstlernamen Childish Gambino bekannt. Er ist unter anderem zweifacher Golden-Globe- und Emmy-Preisträger sowie fünffacher Grammy-Preisträger.

## Leben
Glover wuchs in der Stadt Stone Mountain nahe Atlanta im US-Bundesstaat Georgia in einer Familie von Zeugen Jehovas auf. Er besuchte die Rockbridge Elementary School und die DeKalb School of the Arts im DeKalb County. Er studierte danach an der Tisch School of the Arts Dramatisches Schreiben. 2006 machte er dort einen Abschluss.
Er hat drei Söhne mit seiner Partnerin.

## Karriere

### Schauspieler
Glover fing 2005 als Autor für die amerikanische Fernsehshow The Daily Show an. Von 2006 bis 2009 war er einer der Autoren der NBC-Fernsehserie 30 Rock. 2007 war die Serie von der Writers Guild of America nominiert als beste Comedyserie und beste neue Serie. 2008, 2009 und 2010 gewann er mit seinen Kollegen jeweils in der Kategorie „Best Comedy Series“.
Glover ist Mitglied der YouTube-Sketchgruppe Derrick Comedy mit Dominic Dierkes, Meggie McFadden, DC Pierson und Dan Eckman. Im Jahr 2009 produzierte die Gruppe den Film Mystery Team.
Seit 2005 arbeitet Glover auch als Schauspieler, zunächst vor allem in Kurzfilmen. Im Jahr 2009 begann Glover als einer der Hauptdarsteller in NBCs Community, einer Sitcom über eine Gruppe Studenten an einem Community-College. Glover spielte darin Troy Barnes, der in der High School Football spielte und am Greendale Community College in Colorado studierte. In der fünften Staffel trat Glover nur in fünf Folgen auf und verließ die Serie dann.
Seit 2013 entwickelt Glover für den Fernsehsender FX die Musik-Comedyserie Atlanta, die seit September 2016 ausgestrahlt wird.
2017 wurde er in die Academy of Motion Picture Arts and Sciences (AMPAS) aufgenommen, die jährlich die Oscars vergibt. Im selben Jahr erhielt er für seine Hauptrolle in der Dramaserie Atlanta, bei der er auch Regie führte und am Drehbuch schrieb, einen Emmy und Golden Globe Award als bester Hauptdarsteller.
In dem 2018 erschienenen Film Solo: A Star Wars Story, dem zweiten Ableger der Star-Wars-Anthology-Filmreihe, spielt Donald Glover die Rolle des jungen Lando Calrissian. Sassan Niasseri lobt im Musikmagazin Rolling Stone das Schauspiel von Glover mit den Worten: „Glovers Lando Calrissian hat eine Autorität, die Ehrenreich [dem Darsteller des Han Solo] abgeht.“

### Musiker
Donald Glover arbeitet zudem als Musiker. Er rappt unter dem Namen Childish Gambino. Diesen Namen hat er nach eigenen Angaben von einem Wu-Tang Clan Namensgenerator erhalten. In seiner Musik thematisiert und kritisiert Glover den Konsum, die gesellschaftliche Polarisierung, die Gewalt, und den Lebensalltag vieler Afro-Amerikaner zwischen Rassismus und Armut.
Am 5. Juni 2008 brachte Glover sein erstes Album Sick Boi heraus. Sein zweites Album Poindexter erschien am 17. September 2009. 2010 produzierte er die Mixtapes I Am Just A Rapper und I Am Just A Rapper 2. Ebenfalls 2010 brachte Glover sein drittes Album Culdesac heraus. Sein viertes Album Camp erschien am 15. November 2011 bei Glassnotes Records. Es war sein erstes Album, das nicht kostenlos zum Download herausgegeben wurde. Als DJ „mcDJ“ macht er auch elektronische Musik und mixt oft neue Musik. Seine Projekte umfassen Love Letter in an Unbreakable Bottle, Utterances of the Heart, Fuck Yaselves und The Works.
Sein zweites Album Because the Internet ist ein Konzeptalbum zu dem unter anderem der Kurzfilm Clapping for the Wrong Reasons sowie ein Drehbuch gehören, bei dem die Musik die einzelnen Szenen untermalen soll. Childish Gambino gab sein erstes Deutschlandkonzert am 15. Februar 2014 in Berlin. Das dritte Studioalbum “Awaken, My Love!” erschien am 2. Dezember 2016 und ist musikalisch dem Funk, Soul und R&B einzuordnen. Bei den Grammy Awards 2018 erhielt er für das Album zwei und für den Song Redbone drei Nominierungen. In der Kategorie Beste traditionelle R&B-Darbietung gewann er die Auszeichnung.
Sein größter Hit war 2018 das Lied This Is America, das nicht nur international am erfolgreichsten war und Platz 1 in den USA erreichte, es wurde auch mit vier Grammy Awards ausgezeichnet, unter anderem als Single und als Song des Jahres.
Am 19. Juli 2024 erschien mit Bando Stone & the New World Childish Gambinos finales Album. Zu dem Ende seines Musikprojekts sagte Glover:

“It’s not fulfilling. And I just felt like I didn’t need to build in this way anymore.”

„Es ist nicht erfüllend. Und ich hatte einfach das Gefühl, dass ich nicht mehr auf diese Weise weiterarbeiten muss.“

## Diskografie

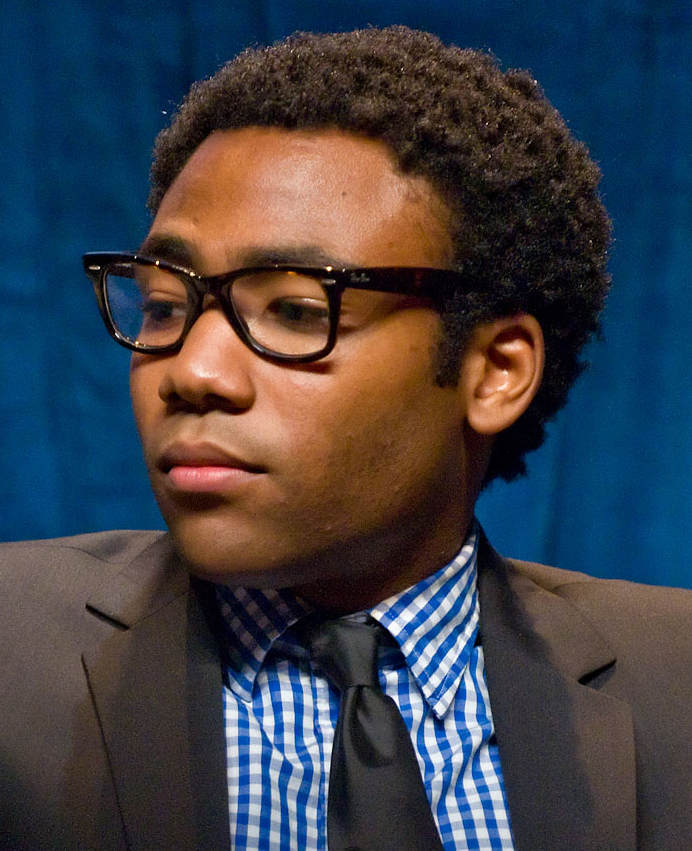
Donald Glover (2010)

Studioalben

| Jahr | Titel Musiklabel                                                        | Höchstplatzierung, Gesamtwochen, AuszeichnungChartplatzierungen (Jahr, Titel, Musiklabel, Platzierungen, Wochen, Auszeichnungen, Anmerkungen) | Höchstplatzierung, Gesamtwochen, AuszeichnungChartplatzierungen (Jahr, Titel, Musiklabel, Platzierungen, Wochen, Auszeichnungen, Anmerkungen) | Höchstplatzierung, Gesamtwochen, AuszeichnungChartplatzierungen (Jahr, Titel, Musiklabel, Platzierungen, Wochen, Auszeichnungen, Anmerkungen) | Höchstplatzierung, Gesamtwochen, AuszeichnungChartplatzierungen (Jahr, Titel, Musiklabel, Platzierungen, Wochen, Auszeichnungen, Anmerkungen) | Höchstplatzierung, Gesamtwochen, AuszeichnungChartplatzierungen (Jahr, Titel, Musiklabel, Platzierungen, Wochen, Auszeichnungen, Anmerkungen) | Anmerkungen                                                         |
| Jahr | Titel Musiklabel                                                        | DE | AT | CH | UK | US | Anmerkungen                                                         |
| ---- | ----------------------------------------------------------------------- | --- | --- | --- | --- | --- | ------------------------------------------------------------------- |
| 2011 | Camp Glassnote (Glassnote)                                              | — | — | — | UK— GoldUK | US11 (24 Wo.)US | Erstveröffentlichung: 15. November 2011 Verkäufe: + 357.000         |
| 2013 | Because the Internet Glassnote (Glassnote)                              | — | — | — | UK— GoldUK | US7 Gold · (142 Wo.)US | Erstveröffentlichung: 10. Dezember 2013 Verkäufe: + 765.000         |
| 2016 | “Awaken, My Love!” Glassnote (Glassnote)                                | — | — | CH89 (1 Wo.)CH | UK34 Gold · (6 Wo.)UK | US5 Platin · (113 Wo.)US | Erstveröffentlichung: 2. Dezember 2016 Verkäufe: + 1.280.000 Grammy |
| 2020 | 3.15.20 auch bekannt als: Atavista mc DJ Recording • RCA Records (Sony) | — | AT55 (1 Wo.)AT | CH45 (2 Wo.)CH | UK20 (2 Wo.)UK | US13 (5 Wo.)US | Erstveröffentlichung: 22. März 2020                                 |
| 2024 | Bando Stone & the New World RCA Records (Sony)                          | — | AT51 (1 Wo.)AT | CH14 (2 Wo.)CH | UK33 (1 Wo.)UK | US16 (3 Wo.)US | Erstveröffentlichung: 19. Juli 2024                                 |

## Filmografie (Auswahl)

### Schauspieler
- 2006–2007, 2009, 2012: 30 Rock (Fernsehserie, 4 Episoden)
- 2009: Mystery Team
- 2009–2014: Community (Fernsehserie, 89 Episoden)
- 2011: Die Muppets (The Muppets)
- 2013: Girls (Fernsehserie, 2 Episoden)
- 2013: Die To-Do Liste (The To Do List)
- 2014: Die Coopers – Schlimmer geht immer (Alexander and the Terrible, Horrible, No Good, Very Bad Day)
- 2015: The Lazarus Effect
- 2015: Magic Mike XXL
- 2015: Der Marsianer – Rettet Mark Watney (The Martian)
- 2016–2022: Atlanta (Fernsehserie, 38 Episoden)
- 2017: Spider-Man: Homecoming
- 2018: Solo: A Star Wars Story
- 2019: Guava Island
- 2023: Spider-Man: Across the Spider-Verse
- seit 2024: Mr. & Mrs. Smith (Fernsehserie)

### Synchronsprecher
- 2010: Robot Chicken: Star Wars Episode III (Stop-Motion-Special, Stimme von Mace Windu)
- 2011: Regular Show (Zeichentrickserie, 1 Episode)
- 2013, 2016: Adventure Time (Zeichentrickserie, 2 Episoden)
- 2015: Der ultimative Spider-Man (Ultimate Spider-Man; Zeichentrickserie, 2 Episoden, Stimme von Miles Morales)
- 2015: China, IL (Zeichentrickserie, 4 Episoden)
- 2019: Der König der Löwen (Stimme von Simba)

### Drehbuch
- 2008–2009: 30 Rock (Fernsehserie, 2 Episoden)
- 2009: Mystery Team
- 2016–2022: Atlanta (Fernsehserie, Schöpfer, Drehbuch von 9 Episoden)
- 2019: Guava Island
- 2023: Bienenschwarm (Swarm, Fernsehserie, Schöpfer, Drehbuch von Episode 1x01)

### Regisseur
- 2016–2022: Atlanta (Fernsehserie, 9 Episoden)
- 2023: Bienenschwarm (Swarm, Fernsehserie, Episode 1x01)

## Auszeichnungen (Auswahl)
Emmy
- 2017: Auszeichnung in der Kategorie Bester Hauptdarsteller in einer Comedyserie – Atlanta
- 2017: Auszeichnung in der Kategorie Beste Regie für eine Comedyserie – Atlanta
- 2017: Nominierung in der Kategorie Beste Serie – Komödie – Atlanta
- 2017: Nominierung in der Kategorie Bestes Drehbuch für eine Comedyserie – Atlanta
- 2018: Nominierung in der Kategorie Bester Hauptdarsteller in einer Comedyserie – Atlanta
- 2018: Nominierung in der Kategorie Beste Regie für eine Comedyserie – Atlanta
- 2018: Nominierung in der Kategorie Beste Serie – Komödie – Atlanta
- 2018: Nominierung in der Kategorie Bestes Drehbuch für eine Comedyserie – Atlanta
- 2018: Nominierung in der Kategorie Beste Gastdarsteller in einer Comedyserie für Saturday Night Live

Golden Globe Award
- 2017: Auszeichnung in der Kategorie Beste Serie – Komödie/Musical – Atlanta
- 2017: Auszeichnung in der Kategorie Bester Serien-Hauptdarsteller – Komödie/Musical – Atlanta
- 2019: Nominierung in der Kategorie Bester Serien-Hauptdarsteller – Komödie/Musical – Atlanta

Grammy Awards
- 2015: Nominierung in der Kategorie Best Rap Performance – 3005
- 2015: Nominierung in der Kategorie Best Rap Album – Because the Internet
- 2018: Auszeichnung in der Kategorie Beste traditionelle R&B-Darbietung – Redbone
- 2018: Nominierung in der Kategorie Aufnahme des Jahres – Redbone
- 2018: Nominierung in der Kategorie Bester R&B-Song – Redbone
- 2018: Nominierung in der Kategorie Album des Jahres – “Awaken, My Love!”
- 2018: Nominierung in der Kategorie Bestes Urban-Contemporary-Album – “Awaken, My Love!”
- 2019: Auszeichnung in der Kategorie Single des Jahres – This Is America
- 2019: Auszeichnung in der Kategorie Song des Jahres – This Is America
- 2019: Auszeichnung in der Kategorie Beste Darbietung – Rap/Gesang – This Is America
- 2019: Auszeichnung in der Kategorie Bestes Musikvideo – This Is America
- 2019: Nominierung in der Kategorie Bester R&B-Song – Feels like Summer

NAACP Image Award
- 2017: Nominierung als Bester Serien-Hauptdarsteller – Comedy – Atlanta
- 2017: Nominierung in der Kategorie Outstanding Writing in a Comedy Series – Atlanta
- 2017: Nominierung Outstanding Directing in a Comedy Series – Atlanta, Folge Value[19]

Writers Guild of America Award
- 2007: Nominierung in der Kategorie Beste neue Serie – 30 Rock
- 2007: Nominierung in der Kategorie Beste Comedy-Serie – 30 Rock
- 2008: Auszeichnung in der Kategorie Beste Comedy-Serie – 30 Rock
- 2009: Auszeichnung in der Kategorie Beste Comedy-Serie – 30 Rock
- 2010: Auszeichnung in der Kategorie Beste Comedy-Serie – 30 Rock
- 2017: Auszeichnung in der Kategorie Beste Comedy-Serie – Atlanta
- 2017: Auszeichnung in der Kategorie Beste neue Serie – Atlanta[20]
- 2019: Nominierung in der Kategorie Beste Comedy-Serie – Atlanta